# Кундуз (город)
Кунду́з (дари کندوز) — город и административный центр одноимённой провинции на севере Афганистана. Название происходит от персидских слов کهن دژ, kohan dež — «старая/древняя крепость». Основную часть населения составляют таджики  и туркмены, также живут узбеки, пуштуны, арабы и представители других народов.

## История
Некоторые из современных историков, опираясь на свидетельство Страбона, отождествляют Кундуз с древним городом Драпсака (Дарапсу, Адрапсу). По другой версии, этот город стоял близ современного Андараба (соседняя с Кундузом провинция Баглан). В 329 году до н. э. мимо Драпсаки прошли войска Александра Македонского, у которых к тому моменту были серьёзные проблемы с продовольствием. После смерти Александра эта часть Бактрии постепенно откололась от его державы, а местные правители приняли буддизм.
В XVIII веке Кундуз после нескольких неудачных попыток обрёл политическую самостоятельность как Кундузское ханство. Расцвет этого государства продолжался с 1800 по 1859 годы. Конец ему положили внутренние конфликты и противостояние с пуштунами, которых поддерживала Британия. Ханы Кундуза, в свою очередь, опирались на поддержку от Бухарского эмирата.
В конце XIX века по инициативе Шер-Хана Нашера (или Нашира) в составе Афганистана была образована провинция, центром которой стал Кундуз. В продолжение XX века окрестности Кундуза продолжали оставаться слабо освоенными. Основная отрасль хозяйства — возделывание хлопка. В начале XXI века в городе действовали небольшие предприятия по переработке хлопка.
Во время советско-афганской войны Кундуз из-за географической близости к границам СССР имел важное стратегическое значение для советского контингента войск. В 2001 году за Кундуз шли ожесточённые бои между войсками во главе с Ахмадом Шахом Масудом и движением Талибан. В сентябре Масуд был убит, однако Северный альянс так и не позволил исламистам овладеть всей территорией Афганистана.
В апреле — мае 2015 года талибы, окружившие Кундуз, предприняли штурм города, но были отброшены правительственными войсками. В конце сентября 2015 года талибы разбили гарнизон правительственных войск и всё же захватили Кундуз, но через несколько дней при поддержке американской авиации были выбиты из города. Осенью того же года (3 октября) американская авиация разбомбила больницу организации «Врачи без границ» в Кундузе, 22 человека погибли, 37 получили ранения.
После возвращения к власти талибов в Кундузе была взорвана 8 октября 2021 года шиитская мечеть Гозар-э-Сайед Абад, в результате чего пострадало более 140 человек и погибло около 100.

## Экономика
Как и в остальных городах Афганистана, в Кундузе сильны средневековые традиции по отношению к женщинам, в быту и др. Инфраструктура в городе находится в зачаточном состоянии. До прихода к власти талибов действовали 2 гостиницы для иностранцев.
В Кундузе выращиваются хлопок, рис, пшеница, кукуруза и дыни. Несмотря на статус города, в структуре экономики Кундуза преобладает сельское хозяйство и переработка его продукции. Местные дыни имеют хорошую репутацию и поставляются в Кабул.

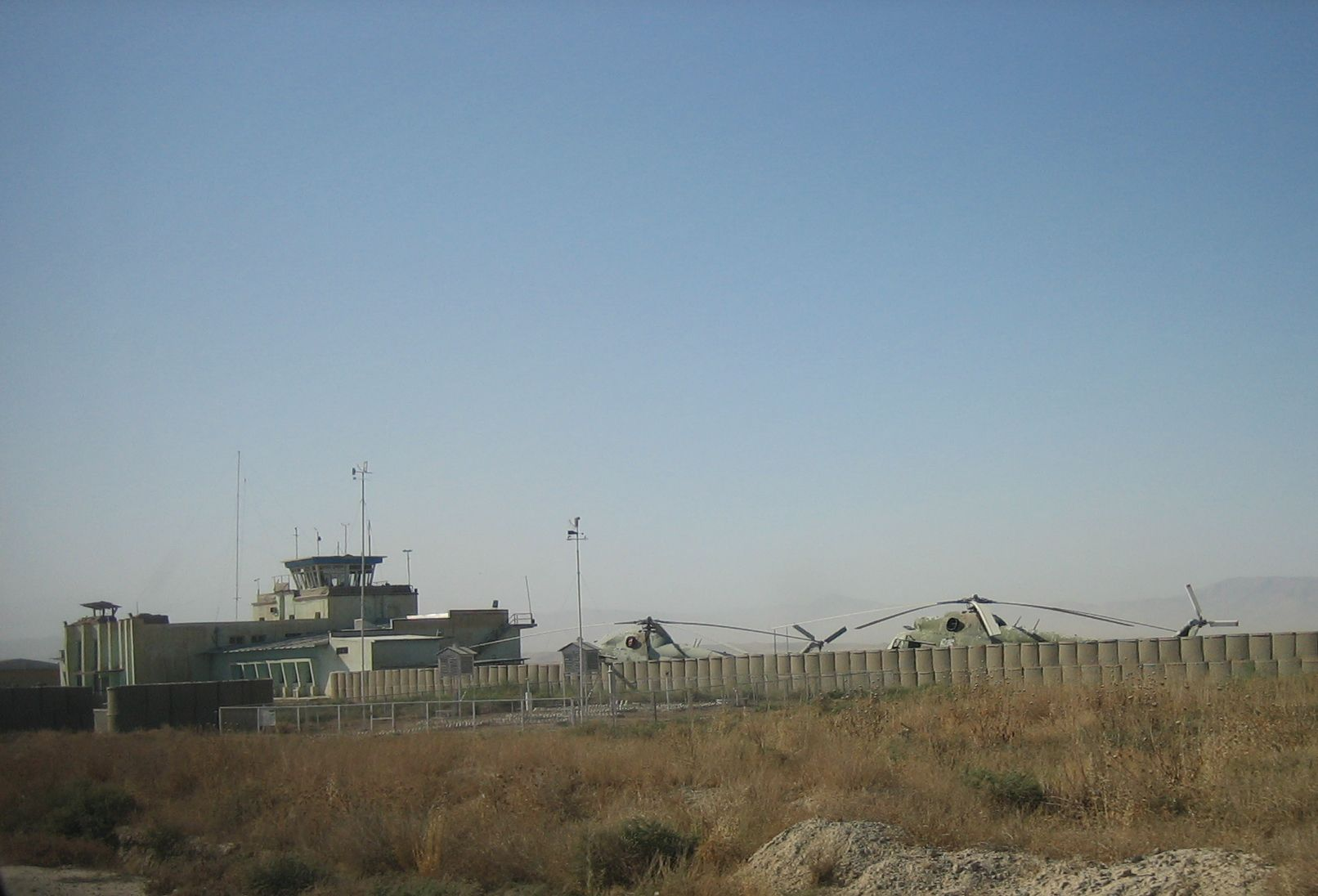
Аэропорт Кундуза
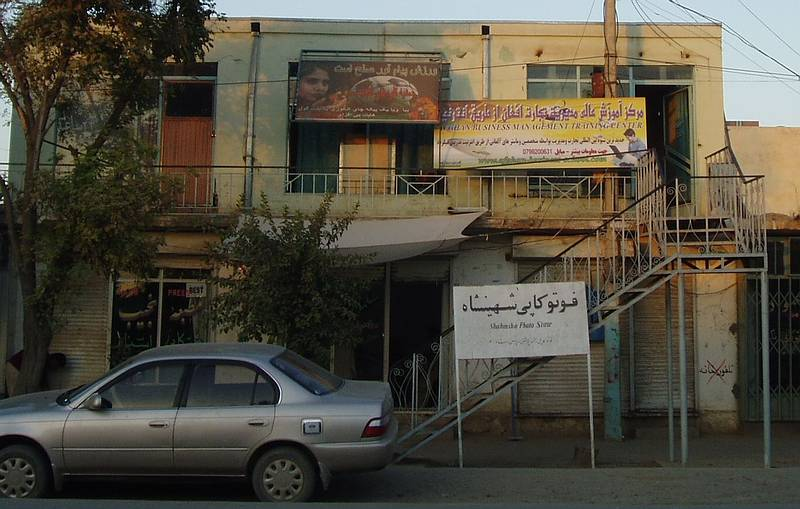
Здание школы
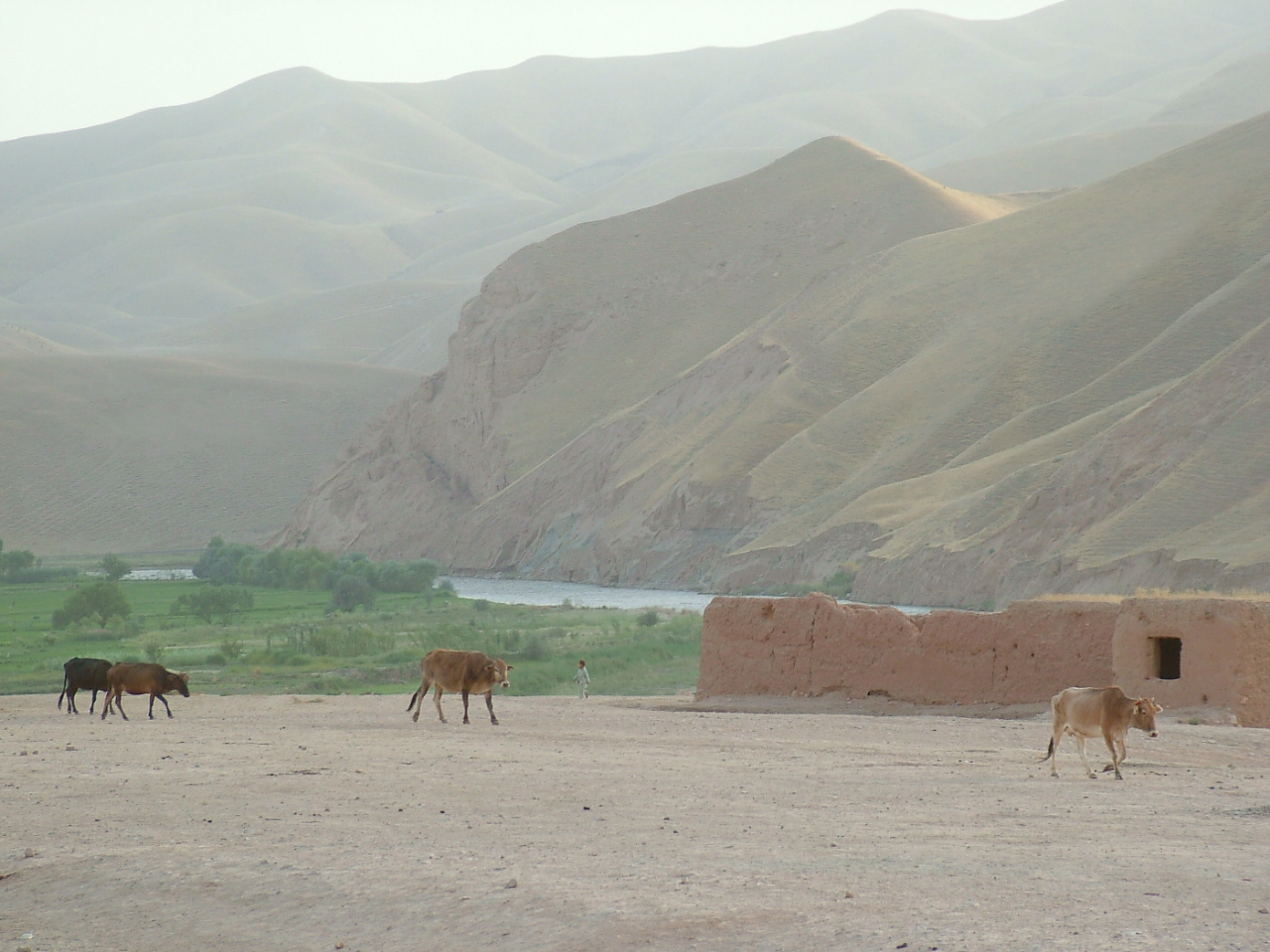
Местный ландшафт
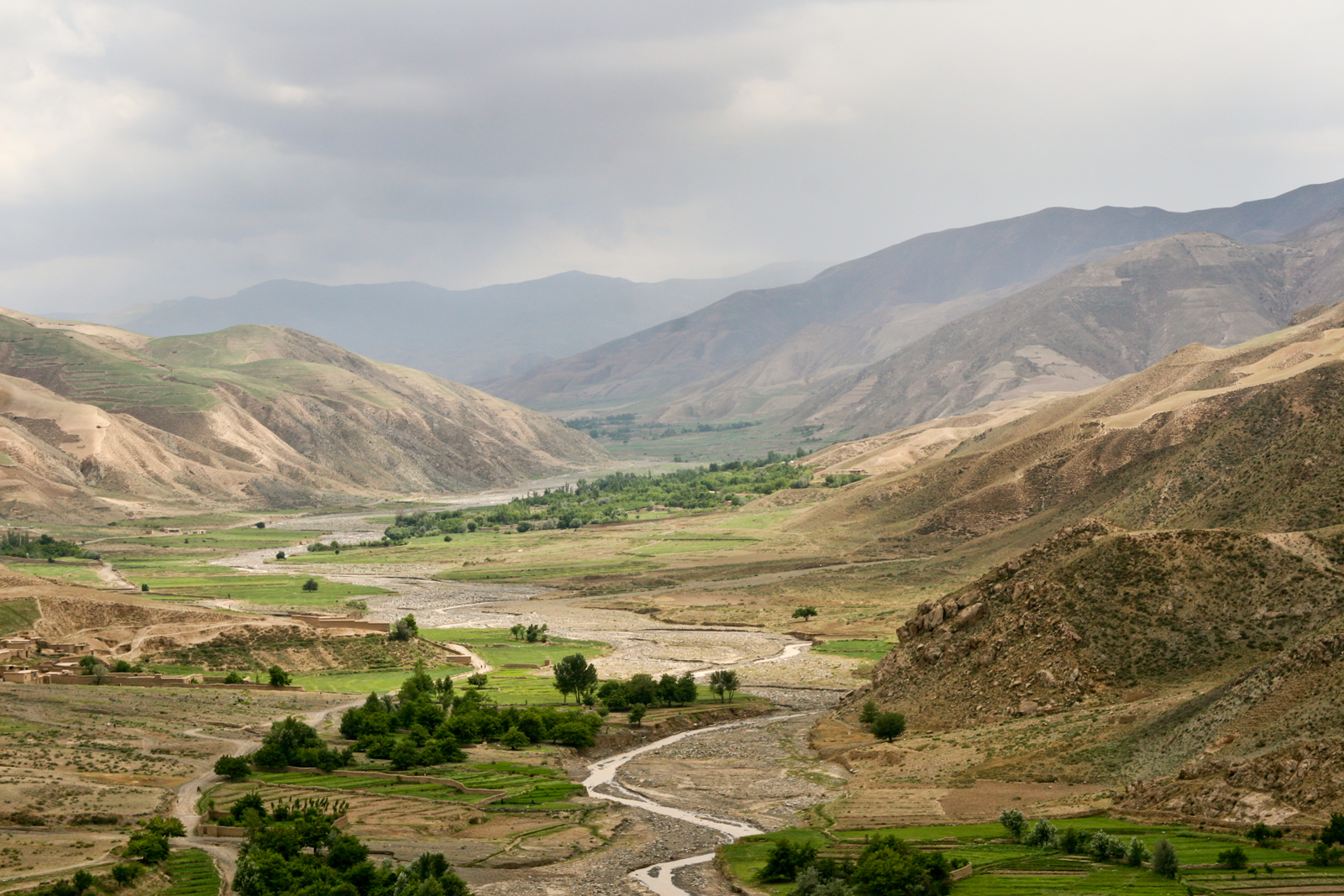
Долина реки Кундуз